# Антон, Дойна
Дойна Антон (рум. Doina Anton; род. 9 мая 1957, Дэрмэнешти), в девичестве Спыну (рум. Spînu) — румынская легкоатлетка, специалистка по прыжкам в длину. Выступала за сборную Румынии по лёгкой атлетике в 1970-х годах, чемпионка Балкан, двукратная бронзовая призёрка чемпионатов Европы среди юниорок, участница летних Олимпийских игр в Монреале.

## Биография
Дойна Спыну родилась 6 мая 1957 года в городе Дэрмэнешти, жудец Бакэу.
Первого серьёзного успеха в лёгкой атлетике на международном уровне добилась в сезоне 1973 года, когда вошла в состав румынской сборной и выступила на юниорском европейском первенстве в Дуйсбурге, где в зачёте прыжков в длину выиграла бронзовую медаль.
В 1975 году в той же дисциплине стала седьмой на чемпионате Европы в помещении в Катовице, завоевала бронзовую награду на юниорском европейском первенстве в Афинах.
В 1976 году показала девятый результат на чемпионате Европы в помещении в Мюнхене, одержала победу на международном турнире в Пескаре. Благодаря череде успешных выступлений удостоилась права защищать честь страны на летних Олимпийских играх в Монреале — здесь в ходе предварительного квалификационного этапа прыгнула на 6,06 метра, чего оказалось недостаточно для выхода в финальную стадию соревнований.
В 1977 году выиграла домашний турнир в Бухаресте, получила серебро на Балканских играх в Анкаре. Будучи студенткой, представляла Румынию на Всемирной Универсиаде в Софии, где в своей дисциплине стала шестой.
В 1978 году превзошла всех соперниц на чемпионате Балкан, закрыла десятку сильнейших чемпионата Европы в Праге.
В 1979 году была второй на Кубке Европы в Турине, пятой на Всемирной Универсиаде в Мехико и на Кубке мира в Монреале, с личным рекордом 6,62 выиграла серебряную медаль на Балканских играх в Афинах.
Впоследствии больше не показывала сколько-нибудь значимых результатов в лёгкой атлетике на международной арене.